# Popillia baugneei
Popillia baugneei är en skalbaggsart som beskrevs av Limbourg 2007. Popillia baugneei ingår i släktet Popillia och familjen Rutelidae. Inga underarter finns listade i Catalogue of Life.